# U-19 (tàu ngầm Đức) (1935)
U-19 là một tàu ngầm duyên hải  Lớp Type II thuộc phân lớp Type IIB được Hải quân Đức Quốc Xã chế tạo trước Chiến tranh Thế giới thứ hai sau khi bãi bỏ những điều khoản của Hiệp ước Versailles vốn cấm Đức sở hữu tàu ngầm. Những tàu ngầm Type II vốn quá nhỏ để có thể tiến hành các chiến dịch cách xa căn cứ nhà, nên U-19 đã đảm nhiệm vai trò tàu huấn luyện tại các trường tàu ngầm Đức. Được huy động do tình trạng thiếu hụt tàu ngầm sau khi xung đột bùng nổ, nó hoạt động tuần tra tại Bắc Hải trước khi quay lại vai trỏ huấn luyện, rồi chuyển sang hoạt động cùng Chi hạm đội U-boat 30 tại Hắc Hải. U-19 đã thực hiện tổng cộng 20 chuyến tuần tra, đánh chìm 14 tàu buôn với tổng tải trọng 35.430 tấn và một tàu chiến 441 tấn trước khi bị đánh đắm ngoài khơi Thổ Nhĩ Kỳ vào ngày 11 tháng 9, 1944.

## Thiết kế và chế tạo
Phân lớp Type IIB là một phiên bản mở rộng của Type IIA trước đó. Chúng có trọng lượng choán nước 279 t (275 tấn Anh) khi nổi và 328 t (323 tấn Anh) khi lặn); tuy nhiên tải trọng tiêu chuẩn được công bố chỉ có 250 tấn Anh (254 t). Chúng có chiều dài chung 42,70 m (140 ft 1 in), lớp vỏ trong chịu áp lực dài 28,20 m (92 ft 6 in), mạn tàu rộng 4,08 m (13 ft 5 in), chiều cao 8,60 m (28 ft 3 in) và mớn nước 3,90 m (12 ft 10 in).
Chúng trang bị hai động cơ diesel MWM RS 127 S 6-xy lanh 4 thì công suất 700 mã lực mét (510 kW; 690 shp) để đi đường trường và hai động cơ/máy phát điện Siemens-Schuckert PG VV 322/36 tổng công suất 460 mã lực mét (340 kW; 450 shp) để lặn, hai trục chân vịt và hai chân vịt đường kính 0,85 m (3 ft). Các con tàu có thể lặn đến độ sâu 80–150 m (260–490 ft). Chúng đạt được tốc độ tối đa 12 kn (22 km/h) trên mặt nước và 6,9 kn (12,8 km/h) khi lặn,  với tầm hoạt động tối đa 3.800 nmi (7.000 km) khi đi tốc độ đường trường 8 kn (15 km/h), và 35–42 nmi (65–78 km) ở tốc độ 4 kn (7,4 km/h) khi lặn.
Vũ khí trang bị bao gồm ba ống phóng ngư lôi 53,3 cm (21 in) trước mũi, mang theo tổng cộng năm quả ngư lôi hoặc cho đến 12 quả thủy lôi TMA. Một pháo phòng không 2 cm (0,79 in) cũng được trang bị trên boong tàu. Thủy thủ đoàn bao gồm 25 sĩ quan và thủy thủ.
U-19 được đặt hàng vào ngày 2 tháng 2, 1935. Nó được đặt lườn tại xưởng tàu của hãng Germaniawerft tại Kiel vào ngày 20 tháng 7, 1935, hạ thủy vào ngày 21 tháng 12, 1935, và nhập biên chế cùng Hải quân Đức Quốc Xã vào ngày 16 tháng 1, 1936 dưới quyền chỉ huy của Hạm trưởng, Đại úy Hải quân Viktor Schütze.

## Lịch sử hoạt động
U-19 đã đảm nhiệm vai trò tàu huấn luyện tại các trường tàu ngầm Đức. Được huy động do tình trạng thiếu hụt tàu ngầm sau khi xung đột bùng nổ, nó thực hiện được chín chuyến tuần tra tại khu vực Bắc Hải và chung quanh quần đảo Anh. Trong các chuyến tuần tra thứ nhất, thứ hai và thứ ba từ 25 tháng 8 đến 7 tháng 11, 1939, nó hoạt động tại Bắc Hải, rải thủy lôi đánh chìm được ba tàu buôn. Trong hai chuyến tiếp theo từ 14 tháng 11, 1939 đến 12 tháng 1, 1940, nó đánh chìm thêm hai tàu buôn, rồi thêm hai chiếc nữa trong chuyến thứ sáu vào ngày 23 tháng 1. Một tàu hộ tống Anh đã thả mìn sâu tấn công nó vào ngày 21 tháng 2 ngoài khơi đảo Nam Ronaldsay thuộc quần đảo Orkney, khiến nó bị hư hại nhẹ. Chiếc tàu ngầm đánh chìm thêm bốn tàu buôn nữa trong chuyến tuần tra thứ tám vào các ngày 19 tháng 3 và 20 tháng 3.
Vào ngày 1 tháng 5, 1940, U-19 được rút khỏi nhiệm vụ tác chiến để quay trở lại vai trò huấn luyện. Khi được điều động sang Chi hạm đội U-boat 30 vào ngày 1 tháng 5, 1942, chiếc tàu ngầm được tháo dỡ, vận chuyển dọc theo sông Danube đến cảng Galați của România. Tại đây nó được lắp ráp lại tại Xưởng tàu Galați và gửi đến Hắc Hải. U-19 đi đến cảng Constanța của România vào ngày 21 tháng 1, 1943, nơi đặt căn cứ cho đến hết quãng đời hoạt động, và thực hiện thêm 11 chuyến tuần tra chiến tranh tại khu vực Hắc Hải.
Vào ngày 13 tháng 2, 1943, U-19 bị bốn máy bay tấn công ngoài khơi Gelendzhik, thả hai quả mìn sâu, và gây ra những hư hại nhẹ. Nó đánh chìm tàu buôn Liên Xô Barzha vào ngày 27 tháng 6, 1944, và tàu quét mìn Liên Xô BTSC-410 Vzryv (số 25) vào ngày 2 tháng 9, 1944. 
Sau khi România chuyển sang gia nhập Khối Đồng Minh, U-19 bị mất căn cứ hoạt động, và không thể quay trở về Đức vì các eo biển Bosphorus và Dardanelles do Thổ Nhĩ Kỳ trung lập kiểm soát. Để tránh bị lọt vào tay lực lượng Liên Xô, nó cùng các tàu ngầm chị em U-20 và U-23 được lệnh tự đánh đắm tàu tại vùng biển Hắc Hải về phía Bắc Zonguldak, Thổ Nhĩ Kỳ vào ngày 10 tháng 9, 1944, tại tọa độ 41°34′B 31°50′Đ / 41,567°B 31,833°Đ.

### Tóm tắt chiến công
U-19 đã đánh chìm 14 tàu buôn đối phương tải trọng 35.430 gross register tons (GRT) cùng một tàu chiến tải trọng 441 tấn:
| Ngày              | Tên tàu                  | Quốc tịch        | Tải trọng | Số phận            |
| ----------------- | ------------------------ | ---------------- | --------- | ------------------ |
| 21 tháng 10, 1939 | Capitaine Edmond Laborie | Pháp             | 3.087     | Bị đánh chìm (mìn) |
| 21 tháng 10, 1939 | Deodata                  | Na Uy            | 3.295     | Bị đánh chìm (mìn) |
| 24 tháng 10, 1939 | Konstantinos Hadjiperas  | Hy Lạp           | 5.962     | Bị đánh chìm (mìn) |
| 18 tháng 11, 1939 | Carica Milica            | Yugoslavia       | 6.371     | Bị đánh chìm (mìn) |
| 9 tháng 1, 1940   | Manx                     | Na Uy            | 1.343     | Bị đánh chìm       |
| 23 tháng 1, 1940  | Battanglia               | Anh Quốc         | 1.523     | Bị đánh chìm       |
| 23 tháng 1, 1940  | Pluto                    | Đan Mạch         | 1.598     | Bị đánh chìm       |
| 25 tháng 1, 1940  | Everene                  | Latvia           | 4.434     | Bị đánh chìm       |
| 25 tháng 1, 1940  | Gudveig                  | Đan Mạch         | 1.300     | Bị đánh chìm       |
| 19 tháng 3, 1940  | Charkow                  | Đan Mạch         | 1.026     | Bị đánh chìm       |
| 19 tháng 3, 1940  | Minsk                    | Đan Mạch         | 1.229     | Bị đánh chìm       |
| 20 tháng 3, 1940  | Bothal                   | Đan Mạch         | 2.109     | Bị đánh chìm       |
| 20 tháng 3, 1940  | Viking                   | Đan Mạch         | 1.153     | Bị đánh chìm       |
| 27 tháng 6, 1944  | Barzha                   | Liên Xô          | 1.000     | Bị đánh chìm       |
| 2 tháng 9, 1944   | BTSC-410 Vzryv (số 25)   | Hải quân Liên Xô | 441       | Bị đánh chìm       |

## Tái khám phá
Vào ngày 3 tháng 2, 2008, báo The Telegraph thông tin U-20 được Kỹ sư hàng hải người Thổ Nhĩ Kỳ Selçuk Kolay phát hiện tại độ sâu 80 ft (24 m) ngoài khơi thành phố Zonguldak của Thổ Nhĩ Kỳ. Theo Kolay, ông nắm được tọa độ xác tàu đắm của U-19 và U-23, bị đánh chìm ở độ sâu sâu hơn gần U-20.